# Pethia
Pethia là một chi cá trong họ cyprinid bản địa của châu Á. Một số loài trong chi này được ưa chuộng để sử dụng làm cá cảnh.

## Các loài
Có 35 loài đã được ghi nhận trong chi này:
- Pethia atra Linthoingambi & Vishwanath, 2007
- Pethia aurea Knight, 2013 [1]
- Pethia bandula Kottelat & Pethiyagoda, 1991 (Bandula barb)
- Pethia canius F. Hamilton, 1822
- Pethia conchonius F. Hamilton, 1822 (Rosy barb)
- Pethia cumingii Günther, 1868 (Cuming's barb)
- Pethia didi S. O. Kullander & F. Fang, 2005
- Pethia erythromycter S. O. Kullander, 2008
- Pethia expletiforis Dishima & Vishwanath, 2013 [2]
- Pethia gelius F. Hamilton, 1822 (Golden barb)
- Pethia khugae Linthoingambi & Vishwanath, 2007
- Pethia longicauda Katwate, M. S. Paingankar, Raghavan & Dahanukar, 2014 [3]
- Pethia lutea Katwate, Raghavan, M. S. Paingankar & Dahanukar, 2014 (Citron barb) [4]
- Pethia macrogramma S. O. Kullander, 2008
- Pethia manipurensis Menon, Rema Devi & Vishwanath, 2000
- Pethia meingangbii Arunkumar & Tombi Singh, 2003
- Pethia melanomaculata Deraniyagala, 1956
- Pethia muvattupuzhaensis Jameela Beevi & Ramachandran, 2005
- Pethia nankyweensis S. O. Kullander, 2008
- Pethia narayani Hora, 1937 (Narayan barb)
- Pethia nigripinnis Knight, Rema Devi, Indra & Arunachalam 2012 [5]
- Pethia nigrofasciata Günther, 1868 (Black ruby barb)
- Pethia ornatus Vishwanath & Laisram, 2004
- Pethia padamya S. O. Kullander & Britz, 2008 (Odessa barb)
- Pethia phutunio F. Hamilton, 1822 (Spottedsail barb)
- Pethia pookodensis Mercy & Eapen, 2007
- Pethia reval Meegaskumbura, Anjana Silva, Maduwage & Pethiyagoda, 2008
- Pethia rutila Lalramliana, Knight & Laltlanhlua, 2014 [6]
- Pethia setnai Chhapgar & Sane, 1992
- Pethia shalynius Yazdani & Talukdar, 1975 (Shalyni barb)
- Pethia stoliczkana F. Day, 1871 (Stoliczkae's barb)
- Pethia thelys S. O. Kullander, 2008
- Pethia tiantian S. O. Kullander & F. Fang, 2005
- Pethia ticto F. Hamilton, 1822 (Ticto barb)
- Pethia yuensis Arunkumar & Tombi Singh, 2003